# Pytilia afra
Pytilia afra е вид птица от семейство Estrildidae.

## Разпространение
Видът е разпространен в Ангола, Ботсвана, Бурунди, Етиопия, Замбия, Зимбабве, Демократична република Конго, Република Конго, Кения, Малави, Мозамбик, Руанда, Судан, Танзания, Уганда, Южна Африка и Южен Судан.